# Yishuv

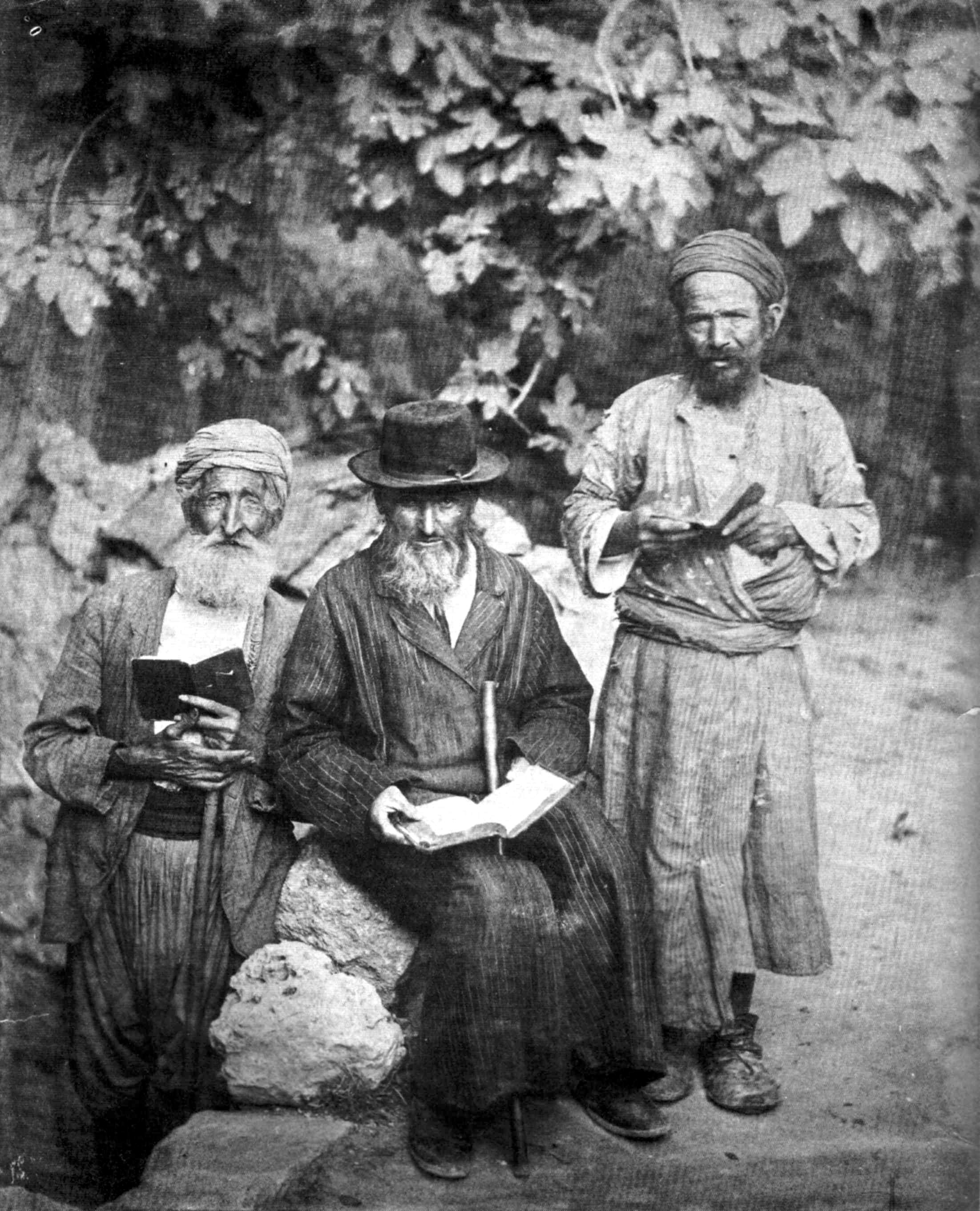
Judeus do "velho Yishuv" (1895)

Yishuv (em hebraico:  ישוב, literalmente "assentamento") ou Ha-Yishuv ("o assentamento", em hebraico:  הישוב), ou ainda, na expressão completa, הישוב היהודי בארץ ישראל Hayishuv Hayehudi b'Eretz Yisrael (em português: "o assentamento judeu na Terra de Israel") é um termo hebraico que se refere aos assentamentos judeus existentes na Terra Santa antes da criação do Estado de Israel. Os residentes também são mencionados coletivamente como Yishuv ou Ha-Yishuv.
O termo entrou em uso nos anos 1880, quando havia cerca de 25.000 judeus na Palestina (para os judeus, Eretz Yisrael), e continuou a ser usado depois de 1948.
Distinguem-se o "Antigo Yishuv" - o conjunto dos judeus que viviam na Palestina sob o Império Otomano, antes de  1880, assim como os seus descendentes e, por extensão, os imigrantes religiosos que se juntaram a essas comunidades ortodoxas antes da criação do Estado de Israel - e o "Novo Yishuv", que designa as populações judias que se estabeleceram na região a partir da Aliá de 1882, no contexto do projeto sionista. 
Os judeus do "velho Yishuv" são ortodoxos, ditos haredim, e viviam principalmente em Jerusalém, Safed, Tiberias e Hebrom. Havia também grupos menores em Jafa, Haifa, Peki'in, Acre, Nablus, Shefa-'Amr e, até 1879, também em Gaza. Muitos deles dedicavam grande parte do seu tempo em estudos da Torá e viviam de ma'amodot (estipêndios) doados por judeus da Diáspora. A maioria dos 25.000 judeus do Velho Yishuv  foi e ainda é hostil ao sionismo, que, segundo eles, é um movimento de revolta contra a religião. O ramo israelense da organização fundamentalista judaica Edah Haredit derivou do velho Yishuv. 
Já o "novo Yishuv" refere-se aos assentamentos judeus construídos fora dos muros da Cidade Velha, nos anos 1860, Petah Tikva, fundada em 1878, mas sobretudo os  assentamentos construídos desde a Primeira Aliá até a criação do Estado de Israel, em 1948. O "novo Yishuv" se caracteriza pelo espírito pioneiro e pela conotação política, sob a égide do sionismo, e tem como objetivo de colonizar as terras da Palestina visando a criação um Estado judeu. A população do novo Yishuv terá um rápido crescimento graças à imigração judia. Será também reforçado pelo Mandato da Sociedade das Nações de 1922, o qual confia à Grã Bretanha o estabelecimento de um "lar nacional judeu" na Palestina. 
A Primeira Aliá ou Aliá dos agricultores, quando 25.000 a 35.000 judeus emigraram para Israel, foi o verdadeiro início da criação do "novo Yishuv". A maioria dos imigrados era constituída de russos que fugiam de pogroms, além de alguns iemenitas. Muitos  eram filiados a organizações sionistas, que compraram terras aos árabes, possibilitando a criação de muitos assentamentos, como Yesod Hamaalah, Rosh Pinna, Gedera, Rishon Le'tzion, Nes Tziona e Rechovot.
Esses assentamentos agrícolas eram apoiados financeiramente por filantropos do exterior, principalmente por Theodore Rothschild. Eliezer Ben-Yehuda chegou na Primeira Aliá e tomou a peito a tarefa de reviver a língua hebraica. Junto com Nissim Bechar fundou uma escola para o ensino do hebraico e, mais tarde, fundou o primeiro jornal em língua hebraica.
Durante a Segunda Aliá em 1903 - 1914, cerca de 35.000 novos imigrantes chegaram à Palestina, principalmente provenientes do então Império Russo.
O velho e o novo Yishuv mantiveram relações contraditorias, que se alternaram entre solidariedade e conflito até a criação de Israel, em 1948, quando Yishuv no seu conjunto (o velho e o novo) contava cerca 700.000 pessoas.